# Frontina nigrotibialis
Frontina nigrotibialis là một loài ruồi trong họ Tachinidae.